# Brillon-en-Barrois
 Brillon-en-Barrois  là một xã thuộc tỉnh Meuse trong vùng Grand Est đông nam nước Pháp. Xã này nằm ở khu vực có độ cao trung bình 245 mét trên mực nước biển.
| Year | Pop. | ±%     |
| ---- | ---- | ------ |
| 1962 | 445  | —      |
| 1968 | 448  | +0.7%  |
| 1975 | 528  | +17.9% |
| 1982 | 552  | +4.5%  |
| 1990 | 630  | +14.1% |
| 1999 | 609  | −3.3%  |
| 2009 | 589  | −3.3%  |